# Podole (województwo mazowieckie)
Podole – wieś sołęcka w Polsce położona w województwie mazowieckim, w powiecie grójeckim, w gminie Grójec.
W latach 1975–1998 miejscowość położona była w województwie radomskim.
Wieś przecina DK7. Podole jest siedzibą Nadleśnictwa Grójec.